# Jyllands-Ringen
El Jyllands-Ringen es una pista de carreras de autos en Silkeborg, Dinamarca. Fue inaugurado en 1966. La pista ha sido sede de diferentes competencias danesas de automovilismo.

## Trazado
El circuito se amplió de 1,475 km a 2,300 km en 2003, uniendo la pista a un circuito ovalado adyacente.

## Competencias
El Jyllands-Ringen acogió rondas regulares del campeonato danés de turismos. De 2014 a 2019, fue sede de varias rondas anuales del Campeonato danés de Thundersport. Desde 2020, ha sido sede de múltiples de rondas anuales de la Serie TCR Dinamarca Touring Car.
Aquí se celebró el Gran Premio de Dinamarca en 1968, 1969 y 1970. Las carreras fueron para prototipos deportivos y autos deportivos GT. El Gran Premio de Dinamarca de 1968 y de 1969 fue ganado por Barrie Smith en un Chevron B8 Ford. Un automóvil Ford con motor de doble leva en 1968 y un automóvil con motor Cosworth FVA en 1969.
El circuito ha estado desde 2017 en el Campeonato de Fórmula 4 Danesa.